# Біатлон на зимових Олімпійських іграх 2018
Змагання з біатлону на зимових Олімпійських іграх 2018 року у Пхьончхані проходили з 10 по 23 лютого. Було розіграно 11 комплектів нагород.

## Дисципліни (біатлонні)
| Чоловіки                      | Жінки                       | Змішані                                        |
| ----------------------------- | --------------------------- | ---------------------------------------------- |
| 10 км, Спринт                 | 7,5 км, Спринт              |                                                |
| 12,5 км, Гонка переслідування | 10 км, Гонка переслідування |                                                |
| 20 км, Індивідуальна          | 15 км, Індивідуальна        |                                                |
| 15 км, Мас-старт              | 12,5 км, Мас-старт          |                                                |
| Естафета, 4 × 7,5 км          | Естафета, 4 × 6 км          | Естафета, 2 × 6 км жіноча, 2 × 7,5 км чоловіча |

## Медальний залік

### Таблиця
| Місце  | Країна           | Золото | Срібло | Бронза | Загалом |
| ------ | ---------------- | ------ | ------ | ------ | ------- |
| 1      | Німеччина (GER)  | 3      | 1      | 3      | 7       |
| 2      | Франція (FRA)    | 3      | 0      | 2      | 5       |
| 3      | Швеція (SWE)     | 2      | 2      | 0      | 4       |
| 4      | Норвегія (NOR)   | 1      | 3      | 2      | 6       |
| 5      | Словаччина (SVK) | 1      | 2      | 0      | 3       |
| 6      | Білорусь (BLR)   | 1      | 1      | 0      | 2       |
| 7      | Чехія (CZE)      | 0      | 1      | 1      | 2       |
| 8      | Словенія (SLO)   | 0      | 1      | 0      | 1       |
| 9      | Італія (ITA)     | 0      | 0      | 2      | 2       |
| 10     | Австрія (AUT)    | 0      | 0      | 1      | 1       |
| Усього | Усього           | 11     | 11     | 11     | 33      |

### Чоловіки
| Гонка:                       | Золото:                                                                        | Час       | Срібло:                                                                         | Час       | Бронза:                                                             | Час       |
| Індивідуальна гонка 20 км    | Йоганнес Бо · Норвегія                                                         | 48:03.8   | Яков Фак · Словенія                                                             | 48:09.3   | Домінік Ландертінгер · Австрія                                      | 48:18.0   |
| Спринт 10 км                 | Арнд Пайффер · Німеччина                                                       | 23:38.8   | Міхал Крчмарж · Чехія                                                           | 23:43.2   | Домінік Віндіш · Італія                                             | 23:46.5   |
| Гонка переслідування 12,5 км | Мартен Фуркад · Франція                                                        | 32:51.7   | Себастьян Самуельссон · Швеція                                                  | 33:03.7   | Бенедикт Долль · Німеччина                                          | 33:06.8   |
| Мас-старт 15 км              | Мартен Фуркад · Франція                                                        | 35:47.3   | Зімон Шемпп · Німеччина                                                         | 35:47.3   | Еміль-Гегле Свендсен · Норвегія                                     | 35:58.5   |
| Естафета                     | Швеція (SWE) Пеппе Фемлінг Єспер Нелін Себастьян Самуельссон Фредрик Ліндстрем | 1:15:16.5 | Норвегія (NOR) Ларс-Гельге Біркеланн Тар'єй Бо Йоганнес Бо Еміль-Гегле Свендсен | 1:16:12.0 | Німеччина (GER) Ерік Лессер Бенедикт Долль Арнд Пайффер Зімон Шемпп | 1:17:23.6 |

### Жінки
| Гонка:                     | Золото:                                                                      | Час       | Срібло:                                                            | Час       | Бронза:                                                                     | Час       |
| Індивідуальна гонка 15 км  | Ганна Еберг · Швеція                                                         | 41:07.2   | Анастасія Кузьміна · Словаччина                                    | 41:31.9   | Лаура Дальмаєр · Німеччина                                                  | 41:48.4   |
| Спринт 7,5 км              | Лаура Дальмаєр · Німеччина                                                   | 21:06.2   | Марте Ольсбу-Рейселанн · Норвегія                                  | 21:30.4   | Вероніка Віткова · Чехія                                                    | 21:32.0   |
| Гонка переслідування 10 км | Лаура Дальмаєр · Німеччина                                                   | 30:35.3   | Анастасія Кузьміна · Словаччина                                    | 31:04.7   | Анаїс Бескон · Франція                                                      | 31:04.9   |
| Мас-старт 12,5 км          | Анастасія Кузьміна · Словаччина                                              | 35:23.0   | Дар'я Домрачева · Білорусь                                         | 35:41.8   | Тіріль Екгофф · Норвегія                                                    | 35:50.7   |
| Естафета                   | Білорусь (BLR) Надія Скардіно Ірина Кривко Дінара Алімбекова Дар'я Домрачева | 1:12.03.4 | Швеція (SWE) Лінн Перссон Мона Брорссон Анна Магнуссон Ганна Еберг | 1:12.14.1 | Франція (FRA) Анаїс Шевальє Марі Дорен-Абер Жустін Брезаз-Буше Анаїс Бескон | 1:12.21.0 |

### Змішані змагання
| Гонка:   | Золото:                                                              | Час       | Срібло:                                                                              | Час       | Бронза:                                                             | Час       |
| Естафета | Франція (FRA) Марі Дорен-Абер Анаїс Бескон Сімон Детьє Мартен Фуркад | 1:08.34.3 | Норвегія (NOR) Марте Ольсбу-Рейселанн Тіріль Екгофф Йоганнес Бо Еміль-Гегле Свендсен | 1:08.55.2 | Італія (ITA) Ліза Віттоцці Доротея Вірер Лукас Гофер Домінік Віндіш | 1:09.01.2 |

## Виноски
1. ↑  Men's individual results (PDF). Архів оригіналу (PDF) за 15 лютого 2018. Процитовано 15 лютого 2018.
2. ↑  Men's mass start results (PDF). Архів оригіналу (PDF) за 18 лютого 2018. Процитовано 18 лютого 2018.
3. ↑  Men's relay results (PDF). Архів оригіналу (PDF) за 23 лютого 2018. Процитовано 23 лютого 2018.
4. ↑  Women's individual results (PDF). Архів оригіналу (PDF) за 16 лютого 2018. Процитовано 15 лютого 2018.
5. ↑  Women's mass start results (PDF). Архів оригіналу (PDF) за 17 лютого 2018. Процитовано 17 лютого 2018.
6. ↑  Women's relay results (PDF). Архів оригіналу (PDF) за 22 лютого 2018. Процитовано 22 лютого 2018.